# Scottish FA Cup 1949/50
Der Scottish FA Cup wurde 1949/50 zum 65. Mal ausgespielt. Der wichtigste Fußball-Pokalwettbewerb im schottischen Vereinsfußball wurde vom Schottischen Fußballverband geleitet und ausgetragen. Er begann am 28. Januar 1950 und endete mit dem Finale am 22. April 1950 im Hampden Park von Glasgow. Als Titelverteidiger starteten die Glasgow Rangers in den Wettbewerb, die im Finale des Vorjahres gegen den FC Clyde gewonnen hatten. Im diesjährigen Endspiel um den Schottischen Pokal standen sich die Glasgow Rangers und der FC East Fife gegenüber. Für die Rangers war es das insgesamt 21. Endspiel im schottischen Pokal seit 1877. Die Fifers erreichten das Finale zum dritten Mal in der Vereinsgeschichte nach 1927 und 1938. Die Rangers gewannen das Finale mit 3:0, was den 13. Pokalsieg seit 1894 bedeutete. In der Saison 1949/50 gewannen die Rangers zudem zum 27. Mal die Schottische Meisterschaft und damit zum sechsten Mal in der Vereinsgeschichte das Double. Die Fifers wurden Tabellenvierter und gewannen den Ligapokal.

## 1. Runde
Ausgetragen wurden die Begegnungen am 28. Januar und 1. Februar 1950. Die Wiederholungsspiele fanden am 1. und 6. Februar 1950 statt.
|                      | Ergebnis |                     |
| -------------------- | -------- | ------------------- |
| Alloa Athletic       | 0:1      | Albion Rovers       |
| Brechin City         | 0:3      | Celtic Glasgow      |
| FC Clyde             | 4:3      | FC Newton Stewart   |
| FC Cowdenbeath       | 1:0      | Hamilton Academical |
| FC Dumbarton         | 1:0      | FC Queen’s Park     |
| Dundee United        | 4:0      | Ayr United          |
| Dunfermline Athletic | 5:3      | Forfar Athletic     |
| FC East Fife         | 4:0      | FC Fraserburgh      |
| Heart of Midlothian  | 1:1      | FC Dundee           |
| Hibernian Edinburgh  | 0:1      | Partick Thistle     |
| FC Caledonian        | 0:1      | Queen of the South  |
| Clachnacuddin FC     | 2:3      | FC Stenhousemuir    |
| FC Kilmarnock        | 1:1      | Stirling Albion     |
| FC Motherwell        | 2:4      | Glasgow Rangers     |
| Raith Rovers         | 3:0      | Airdrieonians FC    |
| Ross County          | 0:3      | Greenock Morton     |
| FC St. Johnstone     | 7:3      | Leith Athletic      |
| FC St. Mirren        | 1:2      | FC Aberdeen         |
| FC Stranraer         | 1:3      | FC Falkirk          |
| Third Lanark         | 2:1      | FC Arbroath         |

### Wiederholungsspiele
|                 | Ergebnis  |                     |
| --------------- | --------- | ------------------- |
| FC Dundee       | 1:2 n. V. | Heart of Midlothian |
| Stirling Albion | 3:1       | FC Kilmarnock       |

## 2. Runde
Ausgetragen wurden die Begegnungen zwischen dem 11. und 15. Februar 1950. Die Wiederholungsspiele fanden zwischen dem 15. und 22. Februar 1950 statt.
|                    | Ergebnis |                      |
| ------------------ | -------- | -------------------- |
| FC Aberdeen        | 3:1      | Heart of Midlothian  |
| Albion Rovers      | 1:2      | Dunfermline Athletic |
| FC Falkirk         | 2:3      | FC East Fife         |
| Partick Thistle    | 5:0      | Dundee United        |
| Queen of the South | 1:1      | Greenock Morton      |
| Raith Rovers       | 3:2      | FC Clyde             |
| Glasgow Rangers    | 8:0      | FC Cowdenbeath       |
| FC Stenhousemuir   | 2:2      | FC St. Johnstone     |
| Stirling Albion    | 2:2      | FC Dumbarton         |
| Third Lanark       | 1:1      | Celtic Glasgow       |

### Wiederholungsspiele
|                  | Ergebnis  |                    |
| ---------------- | --------- | ------------------ |
| Celtic Glasgow   | 4:1       | Third Lanark       |
| FC Dumbarton     | 1:1 n. V. | Stirling Albion    |
| Greenock Morton  | 0:3       | Queen of the South |
| FC St. Johnstone | 2:4       | FC Stenhousemuir   |

### 2. Wiederholungsspiel
|                 | Ergebnis |              |
| --------------- | -------- | ------------ |
| Stirling Albion | 6:2      | FC Dumbarton |

## Achtelfinale
Ausgetragen wurden die Begegnungen am 25. Februar 1950.
|                      | Ergebnis |                  |
| -------------------- | -------- | ---------------- |
| Celtic Glasgow       | 0:1      | FC Aberdeen      |
| Dunfermline Athletic | 1:4      | FC Stenhousemuir |
| Stirling Albion      | bye      |                  |
| FC East Fife         | bye      |                  |
| Partick Thistle      | bye      |                  |
| Queen of the South   | bye      |                  |
| Raith Rovers         | bye      |                  |
| Glasgow Rangers      | bye      |                  |

## Viertelfinale
Ausgetragen wurden die Begegnungen am 11. März 1950. Die Wiederholungsspiele fanden am 15. und 27. März 1950 statt.
|                    | Ergebnis |                 |
| ------------------ | -------- | --------------- |
| Partick Thistle    | 5:1      | Stirling Albion |
| Queen of the South | 3:3      | FC Aberdeen     |
| Glasgow Rangers    | 1:1      | Raith Rovers    |
| FC Stenhousemuir   | 0:3      | FC East Fife    |

### Wiederholungsspiele
|              | Ergebnis  |                    |
| ------------ | --------- | ------------------ |
| FC Aberdeen  | 1:2       | Queen of the South |
| Raith Rovers | 1:1 n. V. | Glasgow Rangers    |

### 2. Wiederholungsspiel
|                 | Ergebnis |              |
| --------------- | -------- | ------------ |
| Glasgow Rangers | 2:0      | Raith Rovers |

## Halbfinale
Ausgetragen wurden die Begegnungen am 1. März 1950. Das Wiederholungsspiel fand am 5. April 1950 statt.
|                 | Ergebnis |                    |
| --------------- | -------- | ------------------ |
| FC East Fife    | *2:1 *   | Partick Thistle    |
| Glasgow Rangers | *1:1 **  | Queen of the South |

### Wiederholungsspiel
|                 | Ergebnis |                    |
| --------------- | -------- | ------------------ |
| Glasgow Rangers | *3:0 *   | Queen of the South |

## Finale
| Glasgow Rangers                          | Glasgow Rangers | FC East Fife | FC East Fife |
| ---------------------------------------- | --- | --- | ------------ |
| Glasgow Rangers                          | \| Finale \| \| 22. April 1950 in Glasgow (Hampden Park) \| \| Ergebnis: 3:0 (1:0)[1] \| \| Zuschauer: 120.015[2] \| \| Spielbericht \|                                                | \| Finale \| \| 22. April 1950 in Glasgow (Hampden Park) \| \| Ergebnis: 3:0 (1:0)[1] \| \| Zuschauer: 120.015[2] \| \| Spielbericht \|                                               | FC East Fife |
| Glasgow Rangers                          | Bobby Brown – George Young, Jock Shaw, Ian McColl, Willie Woodburn, Sammy Cox, Willie Findlay, Jimmy Duncanson, Willie Thornton, Willie Rae, Eddie Rutherford Cheftrainer: Bill Struth | Gordon Easson – Willie Laird, Sammy Stewart, Jimmy Philp, Willie Finlay, George Aitken, Bobby Black, Charlie Fleming, Henry Morris, Allan Brown, Davie Duncan Cheftrainer: Scot Symon | FC East Fife |
| Glasgow Rangers                          | Willie Findlay Willie Thornton | | FC East Fife |
| Finale                                   | | |              |
| 22. April 1950 in Glasgow (Hampden Park) | | |              |
| Ergebnis: 3:0 (1:0)                      | | |              |
| Zuschauer: 120.015                       | | |              |
| Spielbericht                             | | |              |